# Mihael Zmajlović
Mihael Zmajlović, né le 19 janvier 1978 à Zagreb, est un homme politique croate membre du Parti social-démocrate de Croatie (SDP). Il est ministre de l'Environnement depuis le 13 juin 2012.

## Biographie

### Jeunesse et vie professionnelle
En 2001, il sort diplômé d'économie de l'université de Zagreb et devient aussitôt directeur de la société de services urbains de la ville de Jastrebarsko. Il exerce cette responsabilité pendant neuf ans.

### Débuts et ascension en politique
Aux élections locales de 2001, il se fait élire en tant qu'indépendant au conseil municipal de Jastrebarsko, dans le comitat de Zagreb. Il rejoint le SDP en 2005, devient président de la section municipale du parti et remporte un deuxième mandat d'élu.
En 2009, il est élu maire et provoque l'alternance à Jastrebarsko. Choisi l'année plus tard comme président de la fédération du SDP dans le comitat de Zagreb, il devient en 2011 député à la Diète. Il y prend la présidence de la commission de l'Aménagement du territoire et des Travaux publics.

### Ministre de Zoran Milanović
Mihael Zmajlović est nommé ministre de l'Environnement et de la Protection de la Nature en remplacement de Mirela Holy le 13 juin 2012 dans le gouvernement du Premier ministre social-démocrate Zoran Milanović. Il démissionne alors de son mandat municipal. Cette même année 2012, il abandonne la présidence de la section de Jastrebarsko et intègre la présidence du Parti social-démocrate.